# Беркута Анатолій Всеволодович
Анато́лій Все́володович Берку́та (3 вересня 1945 , Голоби, Волинська область ) — український економіст.
Кандидат економічних наук (2002). Дійсний член Академії будівництва України (від 1994 року). Заслужений економіст України (1997). Заступник міністра регіонального розвитку та будівництва України (від 2007 року), віцепрезидент Конфедерації будівельників України (з 2015).

## Біографія
Народився в селі Голоби на Волині в сім'ї Всеволода Кіндратовича та Феофанії Пантеліївни Беркут.
Від вересня 1959 року до грудня 1963 року Анатолій Беркута навчався в Кам'янець-Подільському будівельному технікумі. Після цього до жовтня 1964 року працював у місті Кара-Куль Киргизької РСР техніком Середньоазіатського відділення інституту «Гідропроект». Далі проходив службу в ракетних військах (Білоруський військовий округ).
У 1967–1972 роках Беркута навчався у Київському інженерно-будівельному інституті (факультет автоматизації будівельного виробництва). Після його закінчення у 1972–1975 роках був інженером, комісаром, командиром Київського обласного студентського будівельного загону, працював завідувачем відділу студентської молоді Київського обкому ЛКСМУ.
У липні 1975 року перейшов на роботу у Держбуд УРСР. Спочатку працював помічником голови Держбуду, від серпня 1981 року заступником, а далі начальником Управління економіки і ціноутворення в будівництві Держбуду України.
1991 року Беркута закінчив економічний факультет Академії народного господарства при Раді Міністрів СРСР. У 1992–1993 роках був начальником Головного управління економіки, кошторисних норм і стандартів у будівництві Міністерства інвестицій і будівництва України.
У лютому 1993 року Беркуту призначили заступником міністра будівництва й архітектури України. У липні 1994 року він став першим заступником голови Державного комітету містобудування України. Попри часті реорганізації та зміни назв (Державний комітет будівництва, архітектури та житлової політики України; Державний комітет України з будівництва та архітектури; Міністерство будівництва, архітектури та житлово-комунального господарства України) зумів зберегти за собою посаду першого заступника.
2002 року в Київському національному університеті будівництва і архітектури захистив кандидатську дисертацію «Система реформування ціноутворення у будівництві України» .
4 квітня 2007 року Беркуту призначено заступником Міністра регіонального розвитку та будівництва України.
1998 року Беркута став членом СДПУ(о), у травні 1999 року — членом Політради СДПУ(о).
Дружина Тетяна Йосипівна (* 1948) — архітектор, головний архітектор проекту фірми «Ліцензіарх». Дочка Олена (* 1971) — архітектор-дизайнер.

## Наукові праці
- Беркута А. Реформування ціноутворення у будівництві: завдання, напрями, проблеми // Економіка України. — № 2. — 2002. — С. 4—9.

## Електронні джерела
- Мінрегіонбуд України: Офіційний сайт [Архівовано 6 червня 2009 у Wayback Machine.]
- Відкрита Україна. Беркута Анатолій Всеволодович. Біографія[недоступне посилання]